# Wayne's Coffee
Waynes Coffee är en svensk franchise-kafékedja. Det första kaféet öppnades på Kungsgatan 14 i Stockholm den 17 december 1994. Kedjan finns över hela Sverige samt i Tyskland, Norge, Cypern, Finland, Saudiarabien, Jordanien, Storbritannien, Vietnam och Kina. 